# Bedřich
Bedřich [ˈbɛdr̝ɪx] ist ein männlicher Vorname. Er ist die tschechische Variante des Namens Friedrich.

## Bekannte Namensträger
- Bedřich Bloudek (1815–1875), tschechischer Offizier
- Bedřich Bridel (1619–1680), böhmischer Schriftsteller und Jesuiten-Missionar
- Bedřich Fritta (1906–1944), tschechisch-jüdischer Grafiker und Karikaturist
- Bedřich Fučík (1900–1984), tschechischer Literaturkritiker, Editor und Übersetzer
- Bedřich Havránek (1821–1899), tschechischer Maler, Zeichner und Illustrator der Romantik
- Bedřich Hrozný (1879–1952), tschechischer Sprachwissenschaftler und Altorientalist
- Bedřich Janáček (1920–2007), tschechischer Organist, Komponist und Musikpädagoge
- Bedřich Loewenstein (1929–2017), deutsch-tschechischer Historiker, Hochschullehrer
- Bedřich Moldan (* 1935), tschechischer Politiker
- Bedřich Nikodém (1909–1970), tschechischer Komponist, Texter, Musiker und Tischtennisspieler
- Bedřich Pacák (1846–1914), böhmisch-tschechischer Anwalt und Politiker
- Bedřich Pokorný (1904–1968), tschechoslowakischer Geheimdienstoffizier
- Bedřich Rozehnal (1902–1984), tschechischer Architekt und Hochschullehrer
- Bedřich Ščerban (* 1964), tschechischer Eishockeyspieler
- Bedřich Smetana (1824–1884), tschechischer Komponist
- Bedřich Šupčík (1898–1957), tschechoslowakischer Turner
- Bedřich Václavek (1897–1943), tschechischer Literaturkritiker und Theoretiker